# Station Tsukuno
 Station Tsukuno  (津久野駅,  Tsukuno-eki) is een spoorwegstation in de wijk Nishi-ku in de Japanse stad Sakai. Het wordt aangedaan door de Hanwa-lijn. Het station heeft twee sporen, gelegen aan twee zijperrons. 

## Treindienst

### JR West
| 1 | ■ Hanwa-lijn | richting Ōtori, Hineno en Wakayama |
| 2 | ■ Hanwa-lijn | richting Tennōji en Ōsaka          |

## Geschiedenis
Het station werd in 1960 geopend. 

## Overig openbaar vervoer
Bussen van Nankai.

## Stationsomgeving
- Ebara-Oike-sporthal
- Baba-ziekenhuis
- Daiei (warenhuis):
  - Gourmet City (supermarkt)
- Ebara-tempel